# Recensement des oiseaux de Noël
Le Recensement des oiseaux de Noël ou RON (« Christmas Bird Count » ou CBC, en anglais) est un recensement annuel des oiseaux de l'hémisphère ouest, ayant lieu au début de l'hiver de l'Amérique du Nord, par des milliers de bénévoles ornithologues amateurs et/ou professionnels. L'objectif du recensement est de contribuer aux connaissances scientifiques en autécologie et écologie de la conservation, mais plusieurs ne participent que pour des fins récréatives.

## Histoire
Au tournant du XXe siècle, les mouvements de conservation écologique en étaient à leurs débuts et ont commencé à remarquer plusieurs déclins dans le monde aviaire.
Le jour de Noël de l'an 1900, Frank Chapman, officier de la naissante « National Audubon Society », proposa le premier « Christmas Bird Count (CBC) » pour contraster la tradition Nord Américaine de la chasse de Noël nommée « Side Hunt », qui était une compétition visant à déterminer quel chasseur pouvait ramener le plus grand nombre de bêtes ailées et à fourrure, sans considération aucune pour l'usage, la valeur, ou la rareté des bêtes tuées. Il proposait ainsi de profiter de Noël pour compter les oiseaux au lieu de les tuer.
En l'an 1900, 27 observateurs participèrent au premier recensement dans 25 agglomérations aux États-Unis d'Amérique et au Canada, dont 15 dans le nord-est des ÉUA, du Massachusetts à la Pennsylvanie. Depuis, les recensements ont eu lieu à chaque hiver, avec un nombre de participants en croissance constante. Ainsi, au 101e recensement, à l'hiver 2000-2001, 52 471 personnes ont participé dans 1 823 agglomérations, dans 17 pays (surtout aux ÉUA et au Canada). La « National Audubon Society » gère maintenant ce recensement en collaboration avec Études d'oiseaux Canada pour les recensements au Canada, le « Gulf Coast Bird Observatory of Texas » (responsable du recensement au Mexique), le « es:Red Nacional de Observadores de Aves » (RNOA, Réseau national des observateurs d'oiseaux), ainsi que le « Instituto Alexander von Humboldt » en Colombie.
À ce jour, le plus grand décompte enregistré aux États-Unis pour une seule agglomération fut 250, le 19 décembre 2005, dans le cercle du Comté de Matagorda au « Matagorda County-Mad Island Marsh » près de Matagorda et Palacios, au Texas.

## Méthodologie
Chaque décompte a lieu dans un cercle d'un diamètre de 24 kilomètres. Généralement, il y a au moins une dizaine de bénévoles par cercle et un compilateur. Ces bénévoles se répartissent l'aire du cercle, soit seuls ou en équipes, prenant soin de ne pas avoir de duplications, en tentant de suivre plus ou moins les mêmes itinéraires d'année en année, en dénombrant chaque oiseau rencontré. Dans la plupart des cercles, il est fréquent que certains participent simplement en dénombrant les oiseaux fréquentant les mangeoires dans leur propre cour, au lieu de parcourir un itinéraire.
Le recensement peut avoir lieu n'importe quel jour entre le 14 décembre et le 5 janvier. Les trois jours précédents et les trois jours suivant la journée officielle du recensement peuvent aussi être recensés, nommé Décompte de la semaine (« Count Week » en anglais), spécialement utile pour les espèces rares et pour donner un contexte numérique, mais les données de cette semaine sont annotées séparément de ceux de la journée officielle.
La précision des résultats n'égale évidemment pas les recensements de populations humaines. Dans chaque cercle, il y a des aires non recensées, et au long de chaque itinéraire, certains oiseaux sont manqués ou non-identifiables. De plus, plus le nombre d'oiseaux individuels grégaires est grand, moins le compte est précis, et même un oiseau unique qui se déplace beaucoup risque d'être compté plus d'une fois. Pour réduire cette erreur, le règlement dit que les oiseaux d'une même espèce ne peuvent être enregistrés sur un chemin du retour. Dans l'éventualité d'un très grand nombre d'individus, il est recommandé qu'un expert effectue le compte tôt le matin ou en soirée, et que cette espèce ne soit pas autrement compilée durant la période de 24 heures dans ce cercle. Il est aussi intéressant de tenter de suivre les mouvements des nuées (ou même de certains individus) pour mieux estimer leur mobilité quotidienne.
Les résultats de cette distribution hivernale font complément aux divers recensements d'oiseaux nicheurs.

## Participation
La participation au recensement est ouverte à tous. Chaque observateur doit payer un montant de 5$, sauf les jeunes de moins de 19 ans, les membres d'ÉOC, les participants en Amérique du Sud et Centrale, ainsi que ceux qui n'observent que leurs propres mangeoires, au lieu de parcourir un itinéraire. Les fonds amassés permettent la compilation et la publication des résultats. Aux ÉUA, les participants de moins de 19 ans et ceux ayant payé l'inscription reçoivent la parution de la revue « American Birds » traitant du recensement et de ses conclusions.